# Microcosmus claudicans
Microcosmus claudicans is een zakpijpensoort uit de familie van de Pyuridae. De wetenschappelijke naam van de soort werd in 1816 voor het eerst geldig gepubliceerd door Marie Jules César Savigny.

## Beschrijving
Microcosmus claudicans is een bol- tot eivormige, solitaire zakpijpensoort, die kan uitgroeien tot een diameter van 40 mm. De dikke, leerachtige mantel is gerimpeld en voorzien van fijne haren met aanhangend zand, schelpen, enz. De beide sifons zijn groot en vierlobbig. M. claudicans heeft ongeveer 20 vertakte vertakte tentakels van variabele grootte.

## Verspreiding
Het verspreidingsgebied van Microcosmus claudicans loopt van de Britse Eilanden tot aan de Middellandse Zee. Deze soort is vastgehecht aan harde ondergrond; van ondiep water tot ongeveer 40 meter.